# خديج بن سلامة
خديج بن سلامة صحابي من بلي، كان حليفًا لبني سلمة من الخزرج من الأنصار. شهد مع النبي محمد بيعة العقبة الثانية، ولم يشهد غزوتي بدر وأحد، لكنه شهد المشاهد بعدهما.